# Thaumastocheles japonicus
Thaumastocheles japonicus är en kräftdjursart som beskrevs av William Thomas Calman 1913. Thaumastocheles japonicus ingår i släktet Thaumastocheles och familjen Thaumastochelidae. IUCN kategoriserar arten globalt som livskraftig. Inga underarter finns listade i Catalogue of Life.